# 少叶早熟禾
少叶早熟禾（学名：Poa paucifolia）为禾本科早熟禾属下的一个种。